# 天主教帕爾馬斯角教區
天主教帕爾馬斯角教區（拉丁語：Dioecesis Capitis Palmensis）是利比里亞一個羅馬天主教教區，屬蒙羅維亞總教區。
教區成立於1981年12月19日，包括東南部五縣，2006年有教友19,100人（佔轄區總人口7.0%）、十個堂區、九名司鐸。現任教區主教為安德烈·贾格耶·卡恩利。